# Melinavalagerahalli, Turuvekere
Melinavalagerahalli là một làng thuộc tehsil Turuvekere, huyện Tumkur, bang Karnataka, Ấn Độ.